# Leskia pallidithorax
Leskia pallidithorax là một loài ruồi trong họ Tachinidae.